# Pauleta
Pedro Miguel Carreiro Resendes, OIH (sinh ngày 28 tháng 4 năm 1973), được biết đến với tên Pauleta (phát âm tiếng Bồ Đào Nha: [pawletɐ]), là một cựu cầu thủ bóng đá Bồ Đào Nha chơi vị trí tiền đạo.
Trong suốt 18 năm thi đấu chuyên nghiệp, anh chưa bao giờ chơi ở Giải vô địch bóng đá Bồ Đào Nha và dành mười hai năm thi đấu ở Tây Ban Nha và Pháp. Anh có khoảng thời gian thành công nhất tại Paris Saint-Germain, nơi anh ghi 109 bàn thắng trên mọi đấu trường. Với ba lần là tay săn bàn hàng đầu ở Ligue 1, anh cũng hai lần được bình chọn là cầu thủ xuất sắc nhất mùa giải.
Pauleta cũng ghi được 47 bàn thắng trong 88 trận đấu cho Bồ Đào Nha, một kỷ lục quốc gia tại thời điểm nghỉ hưu. Ông chơi cho đất nước của mình trong hai kỳ World Cup và hai giải vô địch châu Âu.